# Chapelle Saint-Jean-des-Vignes de Saint-Plancard
Pour les articles homonymes, voir Chapelle Saint-Jean.
La chapelle Saint-Jean-des-Vignes de Saint-Plancard est un édifice religieux catholique situé sur la commune de Saint-Plancard, dans le département français de la Haute-Garonne en région Occitanie.

## Présentation
La chapelle datant du XIe siècle et le cimetière sont classés au titre objet des monuments historiques depuis 1946,.
La chapelle a la particularité architecturale de posséder deux absides en hémicycle placées à chaque extrémité de la nef. Sa construction de style roman, fait apparaître dans ses détails des techniques de l'époque carolingienne.

## Historique
La chapelle a été construite sur une église paléochrétienne, et cette église était érigée sur un temple païen.
Plusieurs éléments sont alors réutilisés pour la construction de la chapelle, tels que les autels votifs, des cippes funéraires, divers statues et des sarcophages du Moyen Âge.
Situé sur le chemin de Saint-Jacques de Compostelle, la chapelle était fréquentée par les pèlerins au Moyen Âge.
En 1943, des traces de peintures romanes ont été découvertes par l'abbé Ajustro, curé de Saint-Plancard.
En 1945, l'abbé Ajustro, l'abbé Laffargue (curé de Miramont) et Georges Fouet (instituteur) entreprennent un "décapage au canif" de l'enduit recouvrant les peintures,.
En 1945, l'archéologue Georges Fouet découvre de nombreuses pierres datant de l'époque gallo-romaine dans le sol et les murs de la chapelle. Cet ancien site païen aurait été consacré à Sutugius, divinité assimilée à Mars,.
Dans les années 1950, le peintre et décorateur Moras réalise une première restauration des peintures murales.
En 1964, l'entreprise Malesset entreprend une seconde restauration et conservation des peintures murales de l'abside et de absidiole.
En 2010, la Région Midi-Pyrénées choisi Jean-Marc Stouffs (restaurateur de peintures murales et d'antiquités) pour réaliser une étude approfondie des peintures.

## Description

### Intérieur
Dans la partie arrière de la chapelle, sont exposés un sarcophage, des fragments d'autels votifs, d'auges, d'urnes funéraires romaine et de statues de l'époque gallo-romaine.
Sont classés au titre objet des monuments historiques :
- Une auge cinéraire anépigraphe en marbre blanc datant de l'époque gallo-romaine[4].

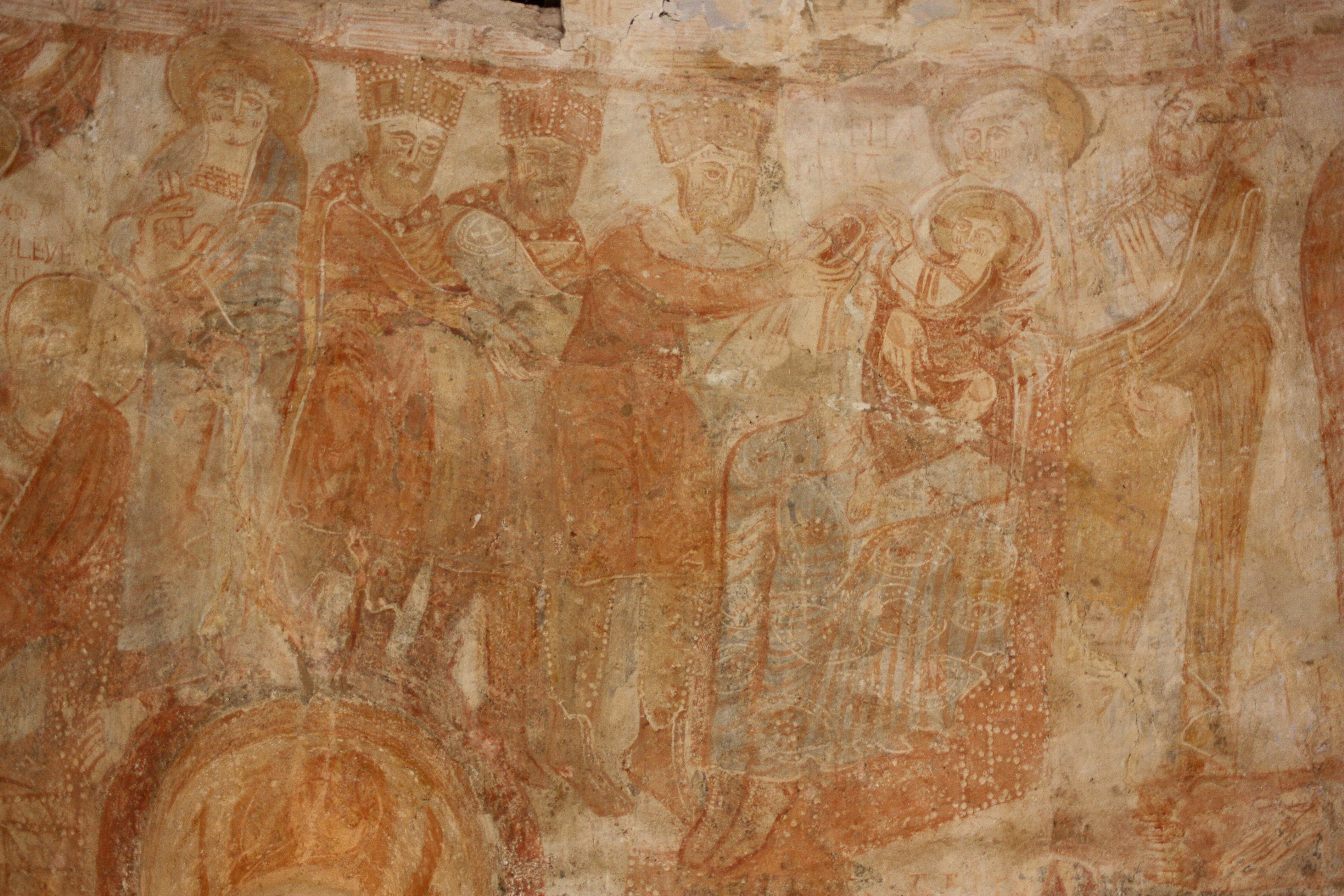
Peinture murale de l'abside :
Adoration des Mages avec Marie portant Jésus sur ses genoux, debout derrière, Joseph.

- Les peintures monumentale de l'abside datant du XIe siècle et celle de l'absidiole datant du XIIe siècle[5].

- Les peintures monumentale de l'absidiole (notice avec description et restauration des peintures)[6].
- L'ensemble des peintures monumentales de l'abside (notice avec description et restauration des peintures)[7].
- L'autel votif dit Deo Lentina en marbre blanc datant de l'époque gallo-romaine[8].
- Une stèle (cippe funéraire) en marbre blanc datant de l'époque gallo-romaine[9].
- Un fragment d'une statue d'applique en calcaire blanc datant de l'époque gallo-romaine[10].
- Un fragment d'une statue d'un guerrier en marbre blanc datant de l'époque gallo-romaine[11].
- Un autel votif au dieu Sutugius en marbre blanc datant de l'époque gallo-romaine[12].
- Un autel votif au dieu Mars Sutugius en marbre blanc datant de l'époque gallo-romaine[13].
- Une stèle votive au dieu Sutugius en marbre blanc datant de l'époque gallo-romaine[14].
- Un fragment d'une cippe votive en marbre blanc datant de l'époque gallo-romaine[15].

Sont inscrits à l'inventaire des monuments historiques :
- Un fragment d'autel votif en marbre blanc datant de l'époque gallo-romaine[16].
- Un fragment de socle en marbre blanc gris datant de l'époque gallo-romaine[17].
- Un fragment d'autel votif en marbre blanc gris datant de l'époque gallo-romaine[18].
- Un fragment d'autel votif en pierre datant de l'époque gallo-romaine[19].
- Un fragment d'autel votif en marbre blanc dédié à Jupiter datant de l'époque gallo-romaine[20].
- Un fragment de socle d'autel votif en marbre blanc datant de l'époque gallo-romaine[21].
- Un grand socle en marbre blanc datant de l'époque gallo-romaine[22].
- Un fragment d'un siège de latrine en marbre blanc datant de l'époque gallo-romaine[23].
- Un fragment d'autel votif en marbre blanc datant de l'époque gallo-romaine[24].
- Un fragment d'une statue d'applique en marbre ou calcaire datant de l'époque gallo-romaine[25].
- Un fragment de socle d'autel votif en marbre blanc datant de l'époque gallo-romaine[26].
- Une base de pilastre en marbre blanc gris datant de l'époque gallo-romaine[27].

## Galerie

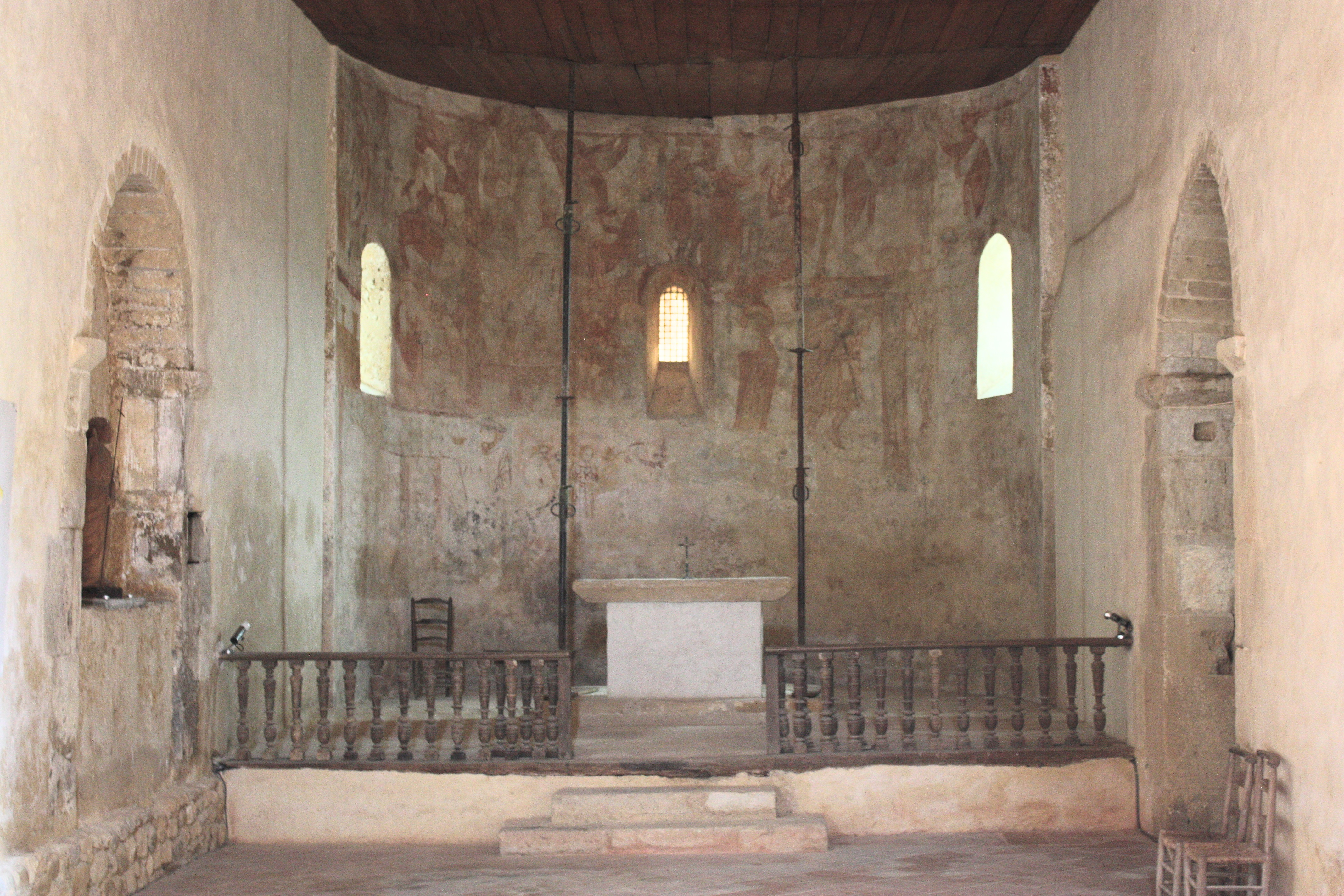
Le chœur avec le maître-autel
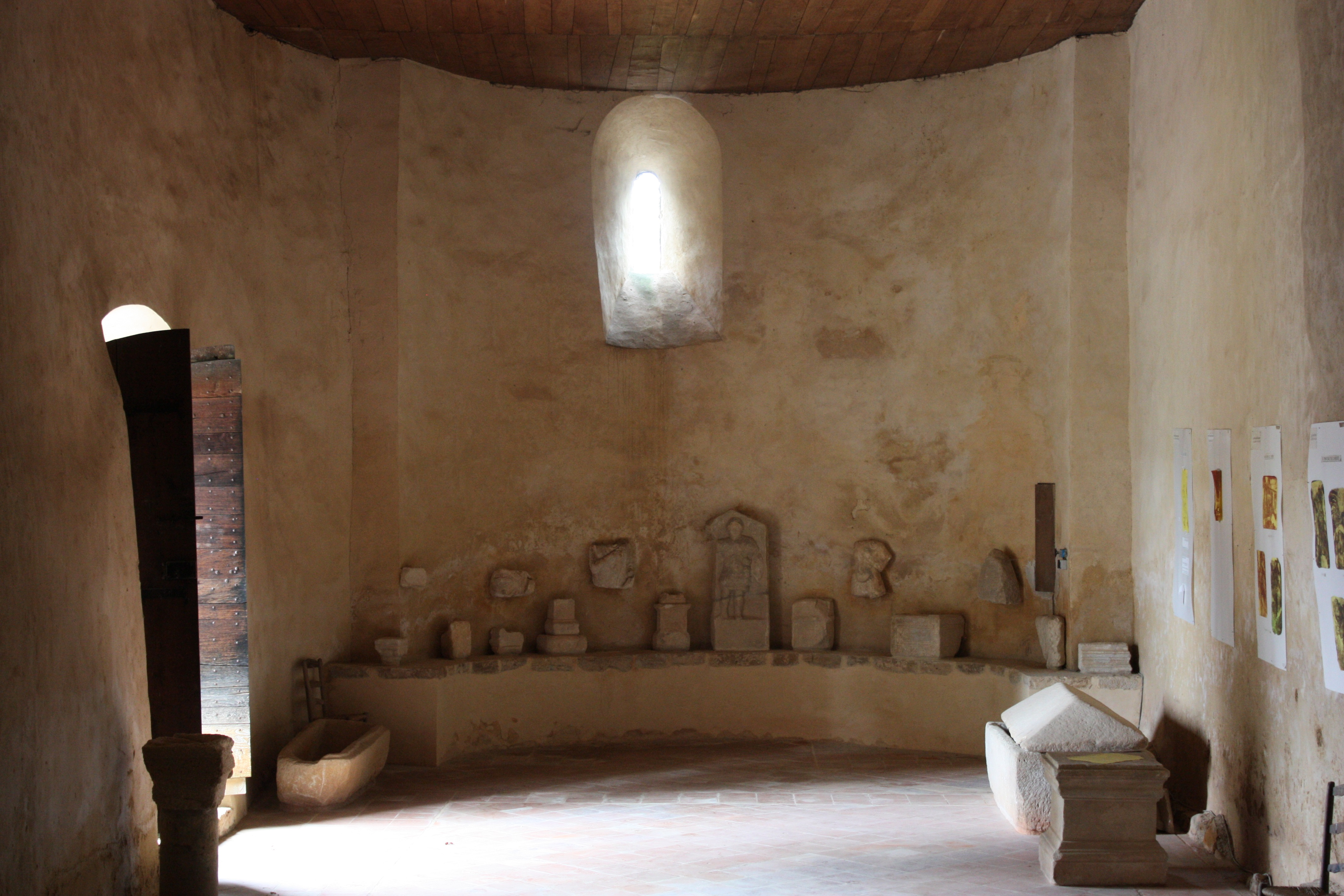
La partie arrière de la chapelle où sont exposés les stèles et autels votives
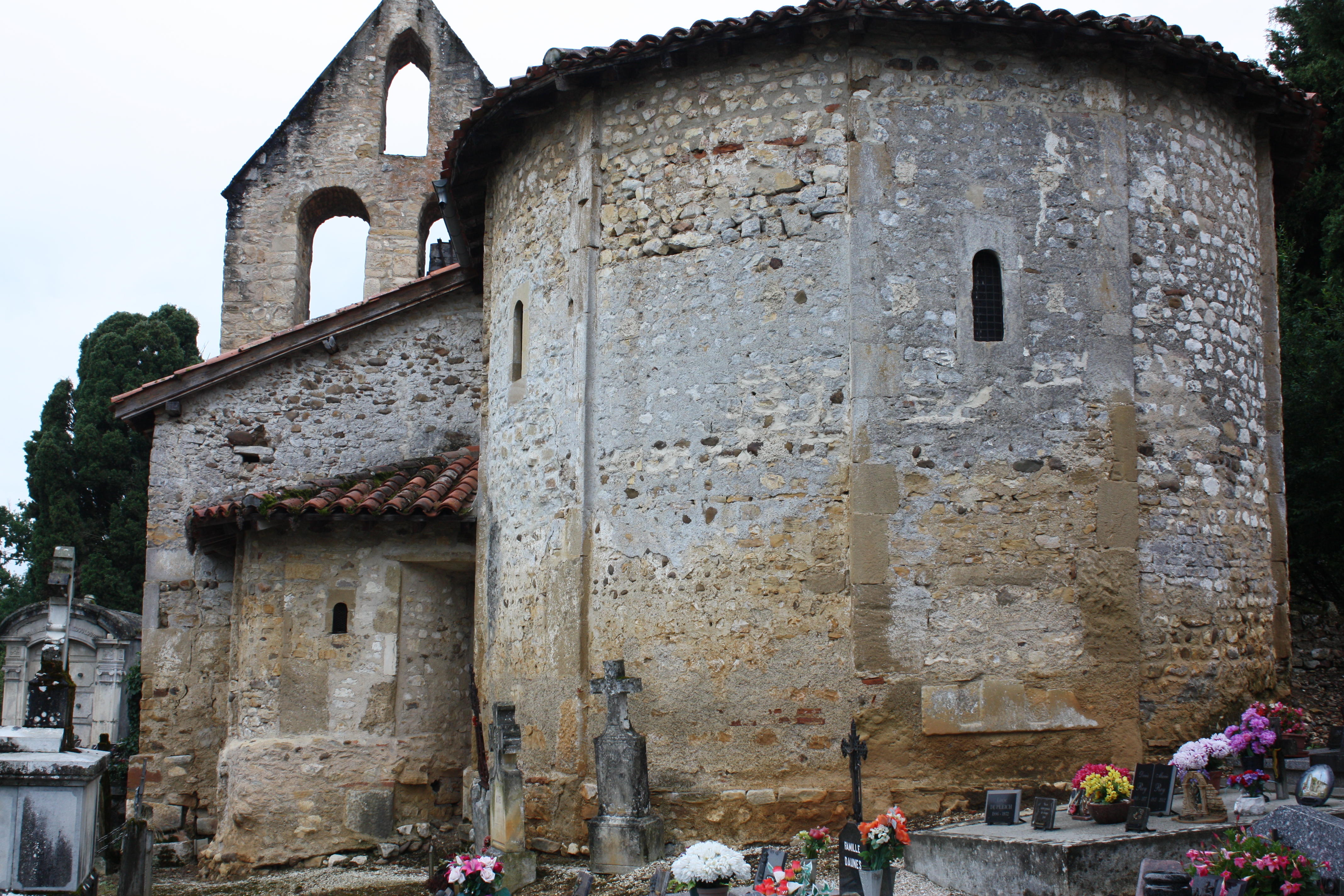
Une des deux absides